# Plato principal

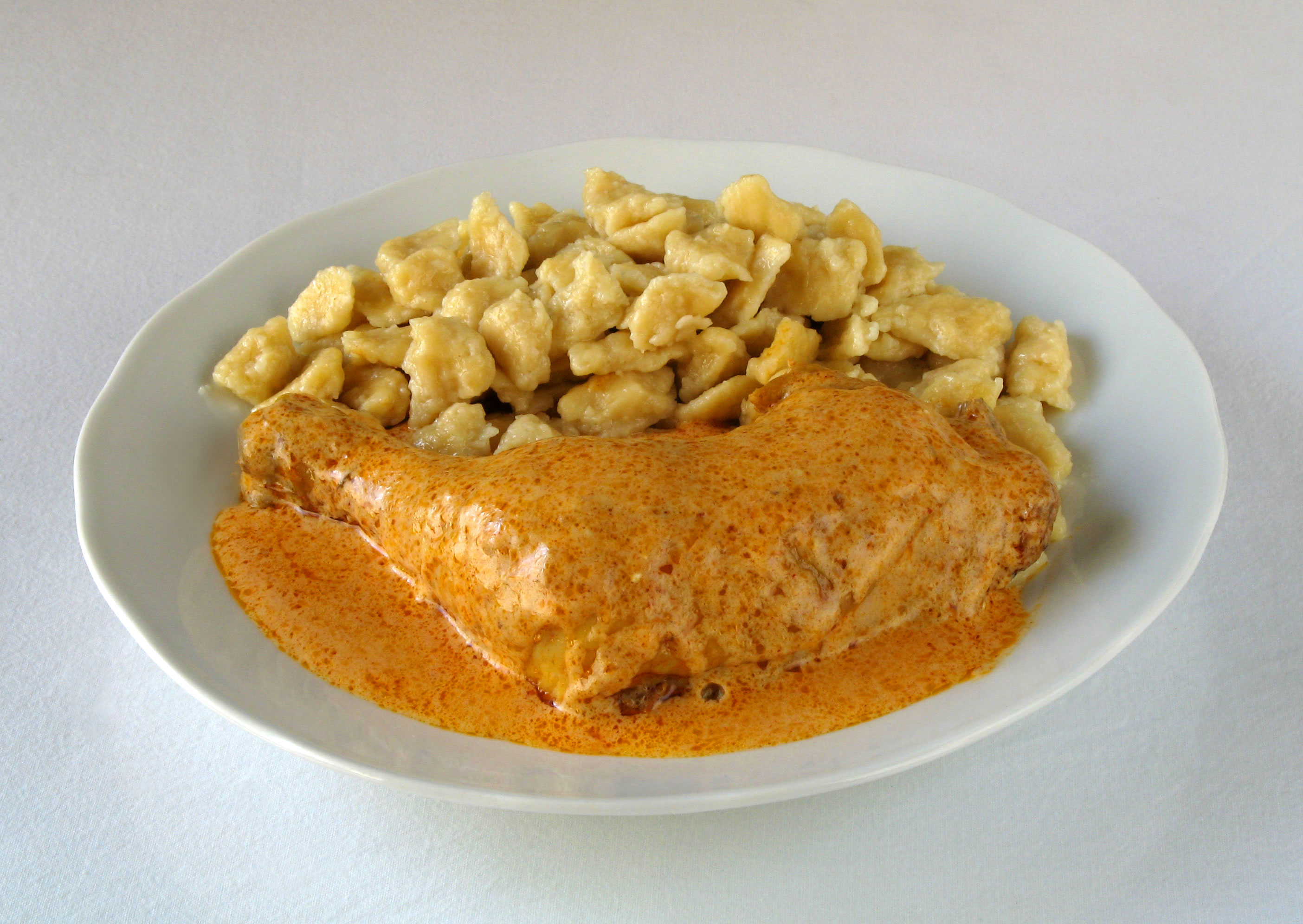
Pollo con salsa de páprika típico plato principal de la cocina húngara.

El plato principal o segundo plato de una comida (almuerzo o cena), es el segundo de los dos tiempos que se sirven en un menú tradicional europeo. Por lo tanto, prosigue al primer plato o entrante, y precede al postre. El plato principal de un menú se considera el plato más contundente (por ello se le denomina también «plato fuerte»), el más complejo o elaborado, así como el más sabroso. Suele estar compuesto de carne, pescado o verdura. Los platos precedentes suelen ser de menor tamaño e importancia, por regla general está compuesto de sopas, ensaladas y/o aperitivos diversos.
En el menú corrido mexicano se le denomina tercer tiempo y corresponde al guiso.
En el diseño del menú, la secuencia de los platos se organiza de forma ascendente, de manera que el plato ocupa la posición culmen en tal diseño. Desde un punto de vista fisiológico los platos precedentes suelen tener la misión de calmar el apetito y relajar el ambiente con el objeto de mostrar al plato principal. En un diseño de menú de dos platos, por regla general el plato principal es el segundo plato, es por esta razón que se suele denominar como segundo plato. En otras culturas o contextos esto es diferente. Puede ser que haya muchos platos servidos a la vez o sin orden concreto (como un menú degustación, unas tapas españolas o los mezze árabes y turcos).     